# Sportfreunde Blau-Gelb Marburg
Die Sportfreunde Blau-Gelb Marburg e. V. sind ein Sportverein aus Marburg.

## Geschichte
Im Aufschwung der 1960er Jahre lagen neue Postsportvereine gerade im Trend, als sich interessierte Sportler am 8. Juli 1965 im Marburger Postamt zur Gründung des Postsportverein Blau-Gelb Marburg mit vier Abteilungen (Fußball, Kegeln, Leichtathletik und Tischtennis) zusammenfanden. Die Eintragung erfolgte im Vereinsregister des Amtsgerichts Marburg unter Nummer 820.
Im Jahr 2011 schloss sich die Fußballsparte der SSG Blista Marburg dem Verein an.

### Namensgebung der Blau-Gelben
Trotz schwankender Mitgliederzahlen durch neu hinzukommende oder wegfallende Sportarten wuchs dennoch der Verein kontinuierlich. Dabei überwogen bald die ‚Nichtpostler‘. Der Rückgang der Postangehörigen Anfang der 1990er bedingte folgerichtig das Ausscheiden aus dem Verbund der Postsportvereine und zog eine erste Namensänderung von PSV in SV Blau-Gelb Marburg nach sich.
Eine zweite Änderung im Vereinsnamen von SV Blau-Gelb Marburg in Sportfreunde Blau-Gelb Marburg wurde auf der Jahreshauptversammlung am 26. Februar 1999 beschlossen. Hintergrund war der 1998 beabsichtigte Zusammenschluss mit dem Traditionsverein Sportfreunde Marburg 1967 mit seinen kontinuierlich zurückgehenden Mitgliederzahlen sowie fehlendem Nachwuchs. Nach Auflösung der Sportfreunde traten die Mitglieder zum SV Blau-Gelb Marburg über. Bereits seit 1992 hatten die Fußballmannschaften beider Vereine eine Spielgemeinschaft. Um nach außen diesen Zusammenschluss zu zeigen, änderte Blau-Gelb seinen Namen. Die Nutzung des Hartplatzes und des Sportheimes im Zwetschenweg 29 gingen laut Satzung – genau wie das Vereinsvermögen – nach Auflösung der Sportfreunde an Blau-Gelb über.

## Abteilungen und Mitglieder
Der Verein hat 1391 Mitglieder in zwölf Abteilungen:
- Blindenfußball
- Chinesische Verteidigungskunst
- Damengymnastik
- Dart
- Frauen- und Mädchenfußball
- Herrenfußball mit eingegliederter Jugendabteilung
- Judo
- Leichtathletik
- Ski
- Tischtennis
- Volleyball

## Blindenfußball
Die Blindenfußballer von SF BG Blista Marburg gehören zu den erfolgreichsten Abteilungen des Vereins und der Stadt Marburg und wurden mehrmals Vizemeister sowie 2012, 2015, 2016 und 2019 Meister der Blindenfußball-Bundesliga.
Mit Sebastian Schleich, Niklas Karcher und Alican Pektas stellt der Verein drei aktuelle Nationalspieler.

## Fußball
Der Bereich Fußball ist bei den Sportfreunden Blau-Gelb Marburg in zwei Abteilungen unterteilt.

### Herren
Die Herren der Fußballabteilung stellen zurzeit 25 Mannschaften, zwei im Seniorenbereich und 23 Jugendteams. Dabei wird in vielen unterschiedlichen Klassen gespielt, von der Kreisklasse bis hin zur Verbandsliga Nord in Hessen.
Die erste Mannschaft spielt in der Verbandsliga Hessen Mitte, die zweite Mannschaft in der Kreisoberliga Marburg.
Präsident der Fußballabteilung ist Egon Vaupel.

#### Jugend
Blau Gelb Marburg hat die größte Jugendabteilung im Kreis Marburg-Biedenkopf mit über 400 Jungs und Mädchen. Die derzeit 22 Mannschaften werden von über 50 Trainern betreut.

#### Alte Herren
Bekannt wurden die Alten Herren der Sportfreunde Blau Gelb vor allem durch die Gastspiele bei Real Madrid, die durch den ehemaligen und mittlerweile verstorbenen Leiter der Fußballabteilung Prof. Dieter Hellwig und seine Freundschaft zu der Präsidentenfamilie von Real Madrid zustande kamen.

### Damen
Die erste Mannschaft der Frauenabteilung spielt in der Hessenliga.
Die zweite Mannschaft der Frauenabteilung spielt in der Verbandsliga.

## Judo

### Blau-Gelb Judo in Kooperation mit Blista und Universität
Ende der 1970er Jahre wurde der Judosport in Marburg von dem Studenten Henning Lübbe an der Blista eingeführt. Als er die Traineraufgabe dort an den Judoka und Sportlehrer Peter Breul übergab, erweiterte dieser die Initiative und belebte im September 1981 die Judo-Abteilung bei Blau-Gelb als Teil der Blista Trainingsgruppe neu. Seit dieser Zeit ist das kooperative und integrative Judo-Training von sehgeschädigten und normal sehenden Judoka der Blista und der Judo-Abteilung Blau-Gelb Marburg eine tragende Säule der Abteilungsarbeit. Die Mitgliederzahl stieg stetig auf 140 Judoka an.
Sportliche Höhepunkte dieser Zeit waren die Titel des Humanbiologie-Student Steffen Stranz, der von 1982 bis 1987 sechs Mal in Folge Deutscher Meister bis 71 kg wurde, bei den Weltmeisterschaften 1983 und 1985 jeweils den 3. Platz belegte und 1984 und 1988 auch bei den Olympischen Spielen startete.

### Die größten Wettkampferfolge
Auf diesem breiten Fundament formierte sich im Jahr 1991 erstmals auch eine Blau-Gelb-Männermannschaft, die in der Kreisliga begann, auf Anhieb den zweimaligen Aufstieg über die Bezirks- in die Landesliga schaffte, und von 1996 bis 1999 sogar in der Oberliga kämpfte. Im Jahr 1988 wurde die Sehbehinderten-Nationalmannschaft ins Leben gerufen. Ab 1991 stellten sehgeschädigte Judoka aus Marburg über zehn Jahre lang immer die Mehrzahl der Kaderathleten. Michael Esser wurde als Blau-Gelb Mitglied 1995 Judo-Weltmeister der Sehgeschädigten in der Klasse bis 71 kg und es konnte 1998 die Sehgeschädigten-Nationalmannschaft einen hervorragenden 3. Platz bei den Mannschaftsweltmeisterschaften belegen. Im siebenköpfigen Team standen dabei fünf Judoka von Blau-Gelb. Im Jahr 2001 belegte Thomas Dahmen bei der Weltmeisterschaft in Ufa den 2. Platz.